# Estación Ingeniero Allan
Ingeniero Allan es una estación de ferrocarril, en estado regular de conservación y convertida en una dependencia policial (comisaría 6.ª) dependiente de la policía de la provincia de Buenos Aires, ubicada en la localidad de Ingeniero Juan Allan, partido de Florencio Varela, provincia de Buenos Aires, Argentina.

## Servicios

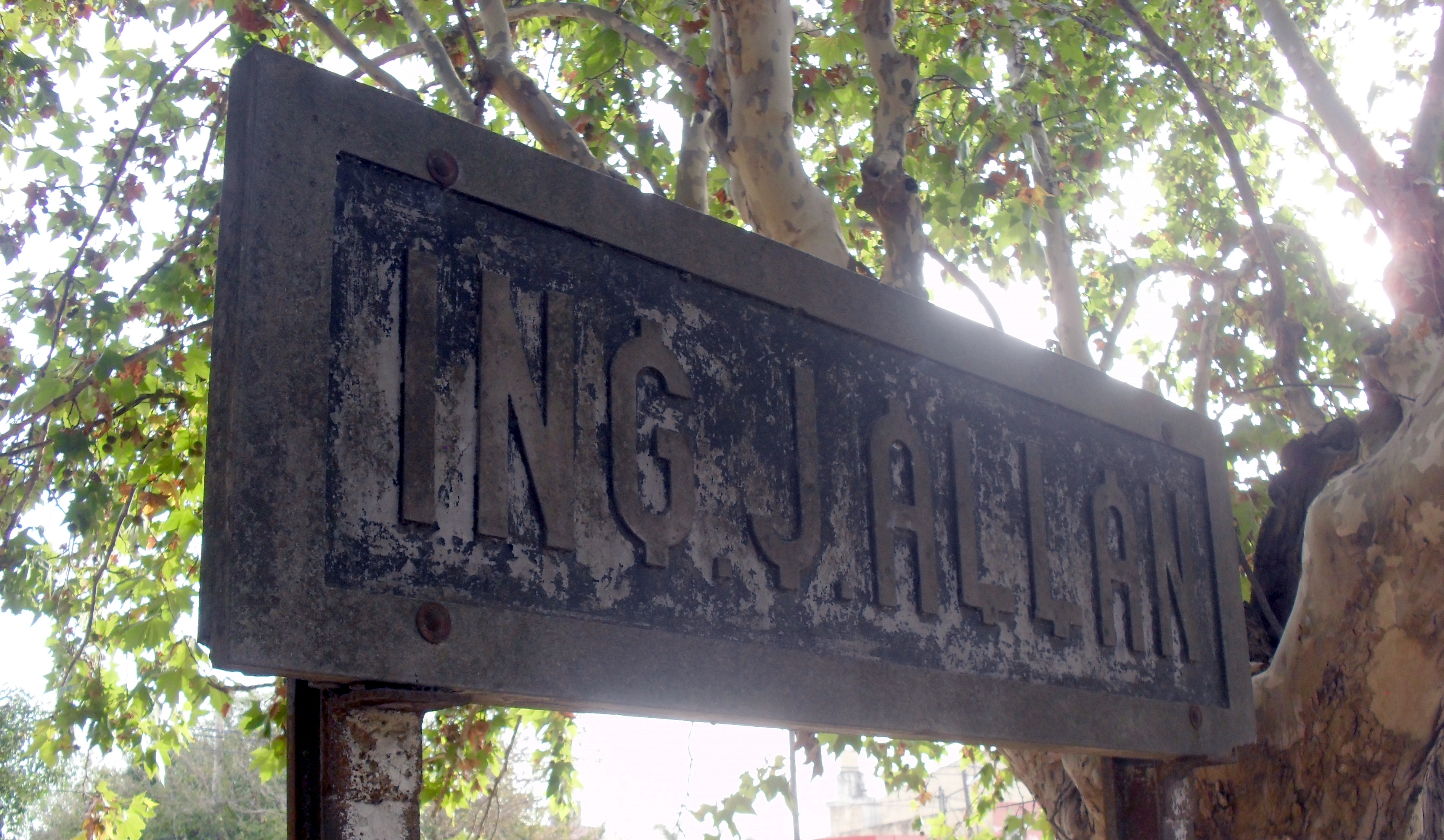
Antiguo cartel de la Estación Ingeniero J. Allan.

Pertenecía al Ferrocarril Provincial de Buenos Aires como parada intermedia en el ramal entre Avellaneda y La Plata. No opera trenes de pasajeros desde 1977. A la fecha alberga la comisaría 6.ª de Florencio Varela, dependiente de la Policía de la Provincia de Buenos Aires.